# Chris Hill (triathlon)
Pour les articles homonymes, voir Chris Hill et Hill.
Chris Hill, né le 24 septembre 1975 à Brisbane, est un triathlète professionnelle australien, vainqueur de la coupe du monde en 2001.

## Palmarès
Le tableau présente les résultats les plus significatifs (podium) obtenus sur le circuit international de triathlon depuis 1998.
| Année | Compétition                              | Pays         | Position           | Temps           |
| ----- | ---------------------------------------- | ------------ | ------------------ | --------------- |
| 2003  | Coupe du monde - l'étape de Tongyeong    | Corée du Sud | Médaille d'or      | 1 h 48 min 39 s |
| 2003  | Coupe du monde - l'étape d'Ishigaki      | Japon        | Médaille d'argent  | 1 h 49 min 1 s  |
| 2002  | Coupe du monde - l'étape de Gamagori     | Japon        | Médaille de bronze | 1 h 50 min 13 s |
| 2001  | Championnat du monde                     | Canada       | Médaille d'argent  | 1 h 48 min 11 s |
| 2001  | Coupe du monde - Classement Général      |              | Médaille d'or      |                 |
| 2001  | Coupe du monde - l'étape de Yamaguchi    | Japon        | Médaille d'or      | 1 h 50 min 29 s |
| 2001  | Coupe du monde - l'étape de Corner Brook | Canada       | Médaille de bronze | 1 h 53 min 28 s |
| 2000  | Coupe du monde - l'étape de Tokyo        | Japon        | Médaille d'or      | 1 h 48 min 23 s |
| 1999  | Coupe du monde - l'étape de Big Island   | États-Unis   | Médaille d'argent  | 2 h 3 min 37 s  |
| 1998  | Coupe du monde - l'étape d'Auckland      | États-Unis   | Médaille d'argent  | 1 h 47 min 59 s |
| 1998  | Coupe du monde - l'étape d'Ishigaki      | Japon        | Médaille de bronze | 1 h 51 min 13 s |
| 1998  | Coupe du monde - l'étape de Noosa        | Australie    | Médaille de bronze | 1 h 48 min 48 s |